# Теудигота
Теудигота (на латински: Theudigota, Thiudigoto; ок. 475/ 480; † след 500) e кралица на вестготите, съпруга на Аларих II.
Тя е дъщеря на остготския крал Теодорих Велики от първия му брак в Мизия. Сестра е Острогота и полусестра на Амалазунта, кралица на остготите от втория брак на баща ѝ с Аудофледа.
Когато Теодорих пристига в Италия омъжва Теудигота за краля на вестготите Аларих II. Теудигота и Аларих II имат един син, Амаларих, (* 502; † 531 в Барселона), който става също крал на вестготите.